# Cappella del castello di Lubin
La cappella del castello di Lubin è un luogo di culto cattolico sconsacrato, ubicato in via Mikołaja Pruzi, su un colle detto Wzgórze Zamkowe ("Colle del Castello") a Lubin, in Polonia.
La cappella rappresenta l’unico elemento della costruzione del castello medievale (originariamente situata accanto alla porta d’entrata al cortile) rimasto fino ad oggi. Sul timpano si vede l'anno dell'edificazione, il 1349. Nel Trecento la cappella aveva 3 altari.
Durante la Guerra dei Trent'anni (1618-1648) fu distrutta; ricostruita nel Settecento, presto cadde di nuovo in rovina.
Dopo la ricostruzione alla metà dell’Ottocento, fu usata dai cattolici fino al 1908, per diventare poi biblioteca della diocesi.
Nel 1945, durante la Seconda Guerra Mondiale, l’edificio fu dato alle fiamme. Dopo la guerra, la cappella priva di tetto andò rovinandosi per molti anni. Alla fine degli anni '70 del Novecento venne infine restaurata. Inizialmente l’edificio era gestito dall’Ufficio delle Mostre Artistiche di Legnica. Nel 1990, la cappella venne adattata alla Galleria del Castello (Galeria Zamkowa). Negli anni 2005-2009 sono stati svolti altri lavori di restauro.
È probabile che il presbiterio del tempio originario (le dimensioni della cappella sulla proiezione: 13,5 x 8,1 m; lo spessore dei muri: 1,2 m) non fosse individuato. L’edificio aveva un tetto piatto e l’ingresso principale sul lato nord. La ricostruzione barocca allungò la cappella, il presbiterio venne allargato di due annessi nella parte sud. Nei muri della cappella si aprirono grandi finestre, l’edificio fu intonacato e coperto con un alto tetto a due falde.
Il più prezioso è il timpano del 1349 situato sopra il portale settentrionale, sul quale sono raffigurati Cristo Dolente nel centro nonché sant’Edvige di Polonia (Jadwiga) a sinistra e santa Maddalena a destra. I bassorilievi rappresentano una vera e propria scena di adorazione, divisa in tre arcate ogivali. In mezzo c’è Cristo Dolente, inclinato leggermente verso sinistra. In conformità della gerarchia applicata nell’arte medievale, l’artista fece le figure di sant’Edvige e santa Maria Maddalena, in quanto meno importanti, molto più piccole. Ai piedi delle sante stanno inginocchiati, raffigurati con dimensioni ancora minori rispetto alle donne, il principe Ludovico (Ludwik I brzeski) che fa omaggio a sua bisnonna, Edvige di Slesia (Jadwiga Śląska), e la moglie di Ludovico, la principessa Agnese di Żagań (Agnieszka Żagańska). Nell’archivolto che chiude lo spazio del timpano e sulla cui cima appare un simbolo dello Spirito Santo si legge un testo latino, che può essere tradotto: Nell’anno del Signore 1349 il principe Ludovico, padrone di Legnica, fondò questa cappella per la gloria del Corpo e del Sangue del nostro Signore Gesù Cristo, e per la gloria di Edvige e Maria Maddalena. L’archivolto esterno, invece, è decorato con crochet fatiscenti; esso viene unito sulla vetta dalla chiave con la testa di Gesù Cristo. Il bassorilievo del timpano elaborato in maniera eccellente, con i lembi dei vestiti impilati in modo naturale e con le figure umane in pose raffinate, forma un esempio di stile delicato della scultura gotica slesiana.

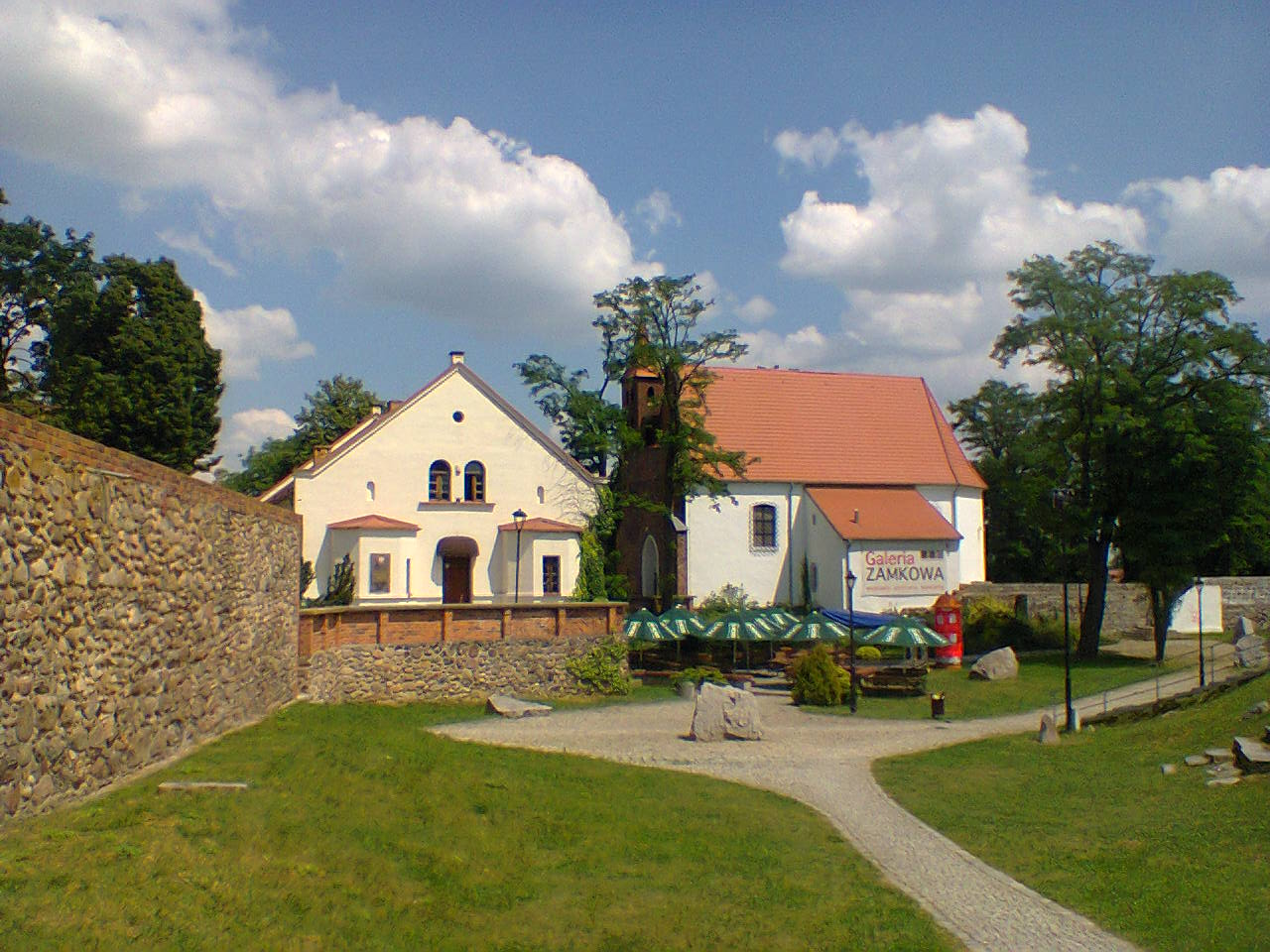
Galleria “Jadwiga” e la cappella del castello
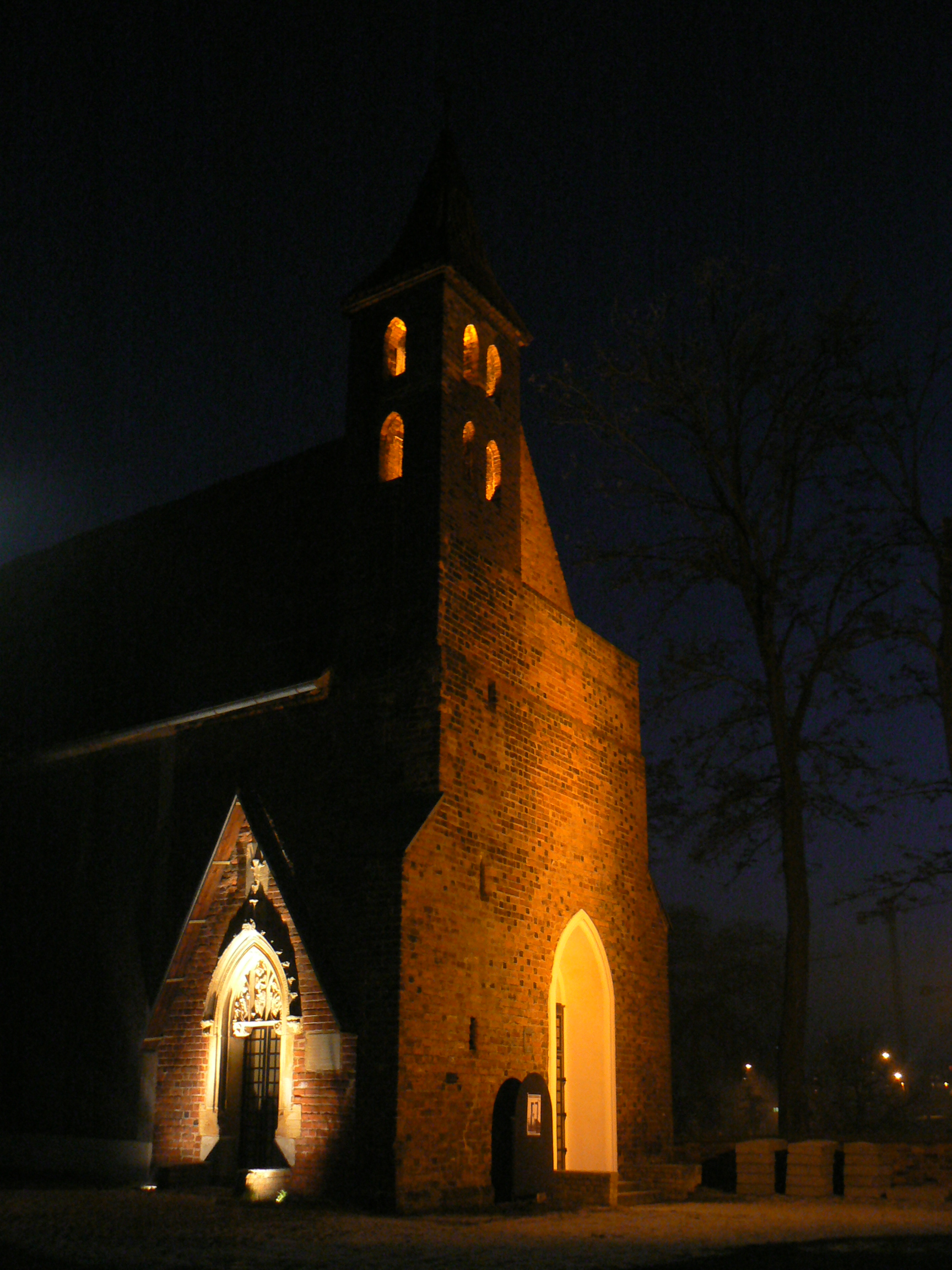
Illuminazione della cappella
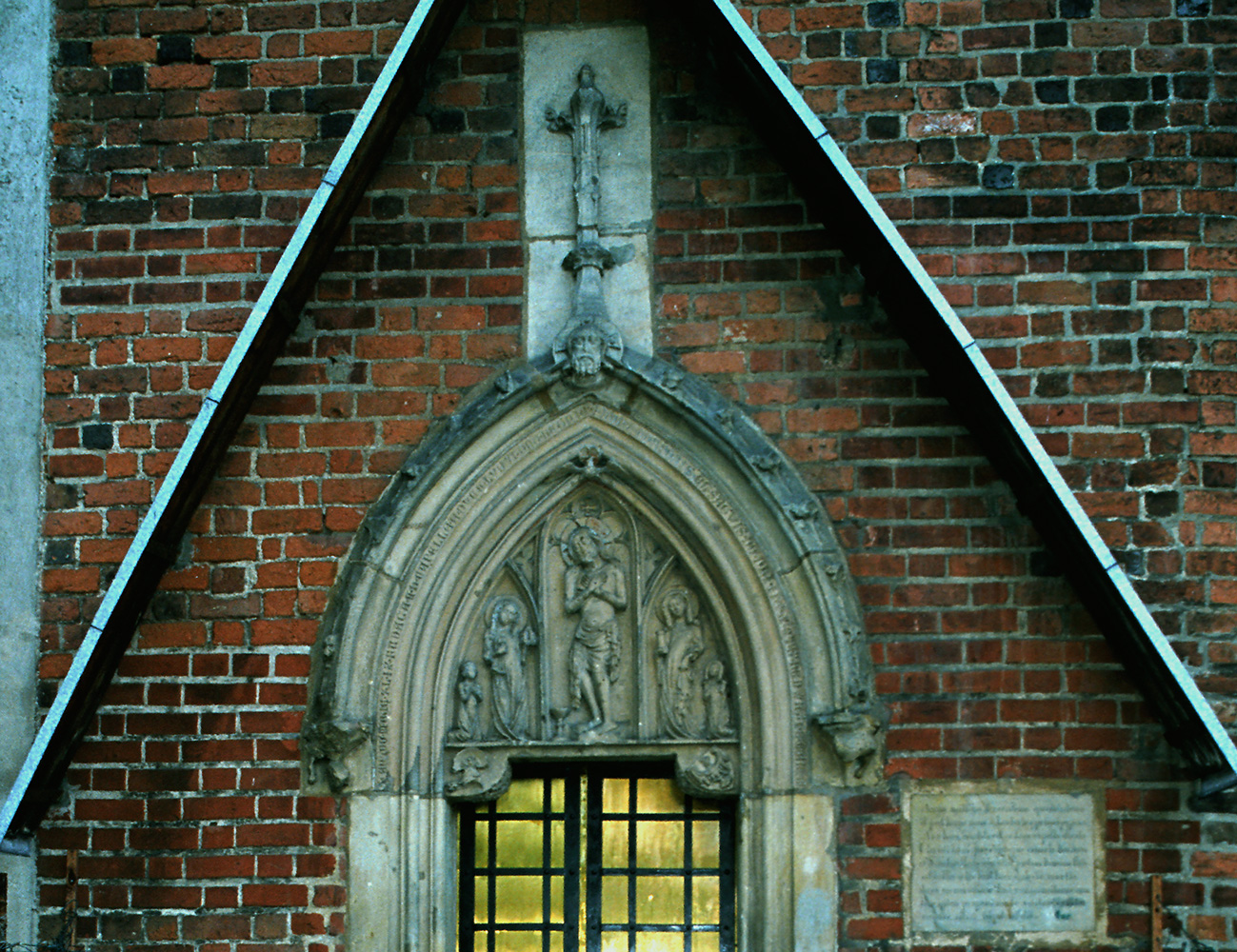
Timpano sopra il portale settentrionale